# Hainfels (Weimar)

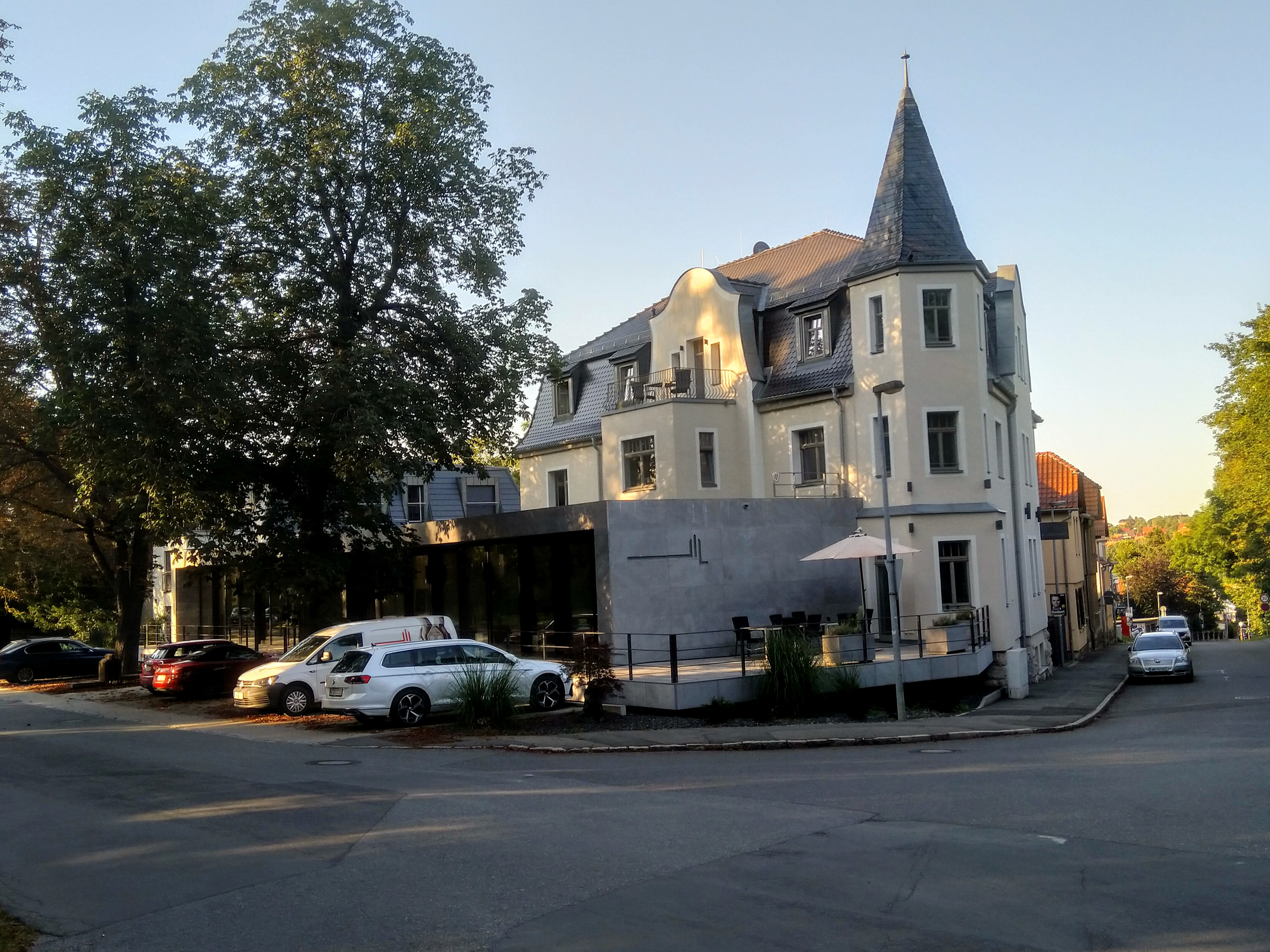
Ehem. Café Hainfels

Das ehemalige Cafe Hainfels mit Pension in der Belvederer Allee 65/Ziegelgraben 12 in Weimar ist heute Sitz der Immobilienfirma Euphoria. Das einstige Cafe/Restaurant-Interieur ging über an das Vereinshaus „Zur Linde“, zumindest zum Teil. Ab 2016 ist der Hainfels keine Gaststätte und Pension mehr.
Im einstigen Cafe Hainfels, zu DDR-Zeiten HO-Gaststätte, wovor sich auch eine Bushaltestelle befindet, befand sich der Sitz der Marinekameradschaft Weimar e.V. Auch die hat im Ehringsdorfer Vereinshaus eine neue Heimstatt gefunden. Das Eckhaus ist ein gründerzeitliches Gebäude. Das Gebäude, besser gesagt der Anbau und damit der Eingangsbereich erfuhr durch den Investor eine radikale Umgestaltung. Das Eckhaus verfügte außer Gästezimmern auch über einen Veranstaltungssaal. Der letzte Betreiber der Gaststätte und Pension war Lutz Kreitel, der wiederum 2012 Ehrenmitglied besagter Marinekameradschaft wurde.
Am Hainfels beginnt der Weimarer Ortsteil Ehringsdorf.